# Aloysia dodsoniorum
Aloysia dodsoniorum là một loài thực vật có hoa thuộc họ verbena, Verbenaceae, là loài đặc hữu của Ecuador. Môi trường sống tự nhiên của chúng là tropical dry forests.